# Drive My Car
«Drive My Car» (рус. «Веди мой автомобиль», также «Давай займёмся сексом») — песня группы «Битлз», впервые вышедшая на британской версии альбома Rubber Soul, также вошедшая в американский альбом группы Yesterday and Today и в мини-альбом Nowhere Man. Песня была в большей степени написана П. Маккартни, приписана Маккартни и Леннону.

## Содержание и название песни
Рассказчик спрашивает у девушки, кем она хочет стать? («asked girl, what she wanted to be»). Девушка отвечает, что она станет знаменитой звездой кино («be famous, a star of the screen»), и предлагает ему стать её водителем, добавляя: «возможно, я полюблю тебя». Когда он возражает, что его «перспективы и так хороши», она замечает, что «работать за бесценок — это замечательно, но я могу предложить тебе лучшее занятие». Когда он соглашается на её предложение, она признаётся, что у неё нет автомобиля, однако, «она нашла водителя — и это уже начало».
Согласно Маккартни, выражение «drive my car» (букв. — «веди мою машину») являлось эвфемизмом для понятия «секс». Через два дня после записи песни Маккартни в интервью журналу Melody Maker назвал эту песню (вместе с «Norwegian Wood» с того же альбома) «комедийным номером».

## Создание песни
Когда Маккартни приехал к Леннону в его дом в Вейбридже, мотив уже крутился у него в голове, но «текст был никаким, и я знал это». Текст припева начинался словами «You can buy me diamond rings» («Ты можешь купить мне кольца с бриллиантами»); это клише они уже использовали дважды в песнях «Can't Buy Me Love» и «I Feel Fine». Леннон не принял текст как «чепуховый» и «слишком вялый». Они решили переписать текст и после определённых сложностей — Маккартни признавал, что это была «одна из самых трудных» сочинительских сессий — остановились на теме «drive my car» (авторство которой Боб Спиц приписывает Леннону), после чего остальной текст был дописан довольно легко.
В аранжировке песни большое участие принял Джордж Харрисон, по предложению которого были записаны схожие партии как бас-, так и ритм-гитары (эта идея появилась у него в результате прослушивания песни Отиса Реддинга «Respect»). Именно такое решение придало песне характерный «тяжёлый» звук.

## Запись песни
Песня была записана на студии «Abbey Road Studios» 13 октября 1965 года; для группы это была первая сессия, закончившаяся после полуночи.
В записи участвовали:
- Пол Маккартни — основной вокал, гитара, бас-гитара, фортепиано
- Джон Леннон — вокал, бубен, ритм-гитара
- Джордж Харрисон — подголоски, соло-гитара
- Ринго Старр — ударные, ковбелл

## Кавер-версии

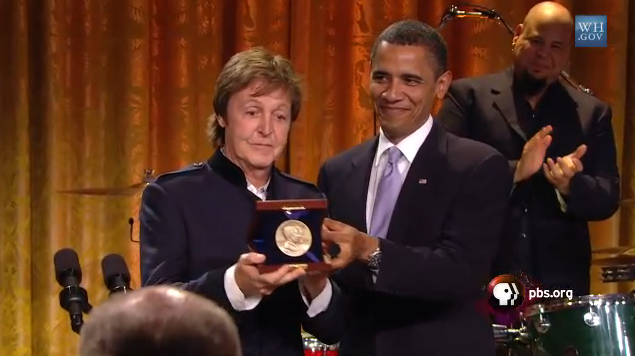
Маккартни при получении «Гершвиновской премии»

- Песня стала одной из четырёх, исполненных Маккартни вживую в перерыве матча Супербоул XXXIX (2004 г.), а также одной из пяти песен, исполненных им на концерте Live 8 в Лондоне (2 июля 2005 года; Джордж Майкл пел подголоски).
- Песня была перепета группой Breakfast Club; в их исполнении она вошла в саундтрек фильма «Водительские права».
- Бобби Макферрин перепел песню для своего альбома Simple Pleasures.
- Группа The Punkles записала панк-версию песни для своего альбома Punk!.
- Перепевка группой The Hotrats была использована в рекламе Hugo Boss с участием Сиенны Миллер.
- Характерная припевка «Beep Beep Beep Beep Yeah!» использовалась некоторыми радиостанциями в качестве заставки перед блоком музыки 60-70-х годов.
- Группа Jonas Brothers исполняла эту песню на мероприятии, организованном Бараком Обамой и посвящённом награждению Маккартни Гершвиновской премией в 2009 году за его вклад в популярную музыку (сама церемония награждения состоялась 2 июня 2010 года). С разрешения Маккартни группа исполняла эту песню и в своём концертном туре World Tour 2010.
- ВИА «Весёлые ребята» исполнял песню «Старенький автомобиль» (выпущена на пластинке в 1970 г.) на музыку «Drive My Car» с русским текстом, совершенно отличным от оригинала[9].